# Noëlle Bréham
Noëlle Bréham, née le 25 décembre 1956, est une journaliste, animatrice de radio, de télévision et productrice de radio française.
Elle a notamment animé à la radio, de 1997 à 2022, l'émission Les P'tits Bateaux sur les ondes de France Inter et, à la télévision de 2002 à 2015, l'émission de jardinage Silence, ça pousse ! sur la chaîne France 5, en compagnie de Stéphane Marie.

## Biographie

### Débuts
Descendante de la famille Bonaparte (plus précisément de Lucien Bonaparte, frère de l'empereur Napoléon Ier) par sa grand-mère maternelle, elle-même petite-fille du général István Türr et de son épouse Adeline Bonaparte-Wyse, Noëlle Bréham commence sa carrière à la radio France Inter en 1983 après avoir été remarquée dans Les Bleus de la nuit, une émission d'été de la radio,.

### À la télévision
En 1987, Noëlle Bréham co-anime l'émission de voyages Envole-moi (TF1), Ciel, mon mardi ! (TF1) de Christophe Dechavanne, Portrait des passions françaises (La Cinq), La Cinquième rencontre (La Cinquième), et des jeux comme Pyramide (Antenne 2) avec Patrice Laffont,.
De 2002 à 2015, elle co-anime avec Stéphane Marie l'émission de jardinage Silence, ça pousse ! sur France 5. Elle est remplacée par Caroline Munoz.

### À la radio
Noëlle Bréham anime diverses émissions à la radio d'abord sur NRJ en 1981 pour la tranche 8H-11H puis sur les ondes de France Inter, les matins et les après-midis, notamment sur le théâtre, la chanson, la télévision et la psychologie, comme Arts scéniques et bouts d'ficelle[réf. nécessaire] ou Histoire de plantes de 1985 à 1987 avec Jean-Marie Pelt.
À partir de 1997, elle anime et produit sur France Inter l'émission Les P'tits Bateaux, où elle répond aux questions des jeunes enfants en compagnie d'experts.
Durant les étés 2002 et 2003, elle anime et produit l'émission La situation est grave mais pas désespérée, dans laquelle elle réfléchit aux petits soucis de la vie quotidienne avec deux psychologues.
Pendant l'été 2015, elle présente la pré-matinale (5 h-7 h) de France Inter, Le Cinq sept de l'été. À la rentrée 2015, elle quitte la co-présentation de son émission de télévision Silence, ça pousse ! pour animer sur France Inter La Nuit est à vous, une quotidienne intimiste diffusée de 23 h à 1 h,.
Pendant la saison 2016-2017 de France Inter, elle anime État d'esprit, une émission autour du bien-être sur un rythme hebdomadaire, le dimanche à 22 h,. 
Pendant le confinement du printemps 2020, son émission Les p'tits bateaux devient quotidienne.
En novembre 2022, soit deux mois après le lancement de la nouvelle saison, elle est licenciée de France Inter pour avoir refusé de signer un nouveau CDD alors qu'elle réclamait, après 40 ans d'antenne, un CDI. L'affaire est portée devant le Conseil de prud’hommes qui lui donne raison le 12 novembre 2024 en condamnant le groupe public à lui régler près de 70 000 € au titre d’indemnité de licenciement et 26 000 € de dommages et intérêts pour licenciement sans cause réelle et sérieuse et en requalifiant l’ensemble des CDD conclus depuis 1982 en un CDI,. Ce jugement à forte valeur jurisprudentielle permettra de reconsidérer le statut souvent précaire de nombreux salariés de l’audiovisuel public.
En mars 2024, elle publie un ouvrage intitulé Tête en l'air et pieds sur terre.

### Vie privée
Noëlle Bréham a acquis dans le département des Yvelines une ancienne ferme où elle vit.

## Émissions de télévision
- 1987 : Envole-moi (co-animatrice avec Jean-Philippe Bèche)  - TF1
- 1988 : Fête comme chez vous (chroniqueuse) - Antenne 2
- 1988 : Si j'étais vous (chroniqueuse) - Antenne 2
- 1990 - 1991 : Ciel, mon mardi ! (chroniqueuse) - TF1
- 1991 : Portrait des passions françaises (intervenante régulière) - La Cinq (rediffusion en 1995 sur M6)
- 1991 - 1992 : Pyramide (maître mot) - Antenne 2
- 1998 : La cinquième rencontre. Justice, société (animatrice) - La Cinquième
- 1999 - 2001 : La cinquième rencontre. Famille, école (animatrice) - La Cinquième
- 2002 - 2015 : Silence, ça pousse ! - France 5, co-animatrice avec Stéphane Marie
- 2005 : Noëlle et Stéphane - France 5, co-animatrice avec Stéphane Marie

## Émissions radiophoniques
Sur France Inter :
- 1983-1985 : Si on comptait les moutons ensemble (le vendredi 3h-5h)
- 1985-1987 : Titre inconnu (du lundi au vendredi 16h30-19h)
- 1987-1988 : Réveil mutin (le dimanche 6h30-9h30)
- 1988-1989 : Service Compris (du lundi au vendredi 14h-15h)
- 1989-1990 : Chine Chine (le samedi 9h-10h30)
- 1990-1991 : Inter week-end (le dimanche 6h-9h30) avec Roger Gicquel
- 1991-1992 : Les enfants d'Inter (le vendredi 16h-17h) avec Roland Dhordain
- 1996-1997 : Bonjour, bonjour les hirondelles (du lundi au vendredi 11h-12h) avec Alain Poulanges
- 1997-2022 : Les P'tits Bateaux (le dimanche 19h30)
- 1998-2004 : Qu'en pense l'Europe ? Que veut l'Europe ?/ Les bâtisseurs de l'Europe/ L'Europe, c'est vous (le samedi 19h30-20h) avec Roland Dhordain
- 2004-2005 : Au fil d'Inter (le dimanche 10h15-11h) avec Brigitte Patient
- 2008-2009 : Déjà debout ou pas encore couché (le dimanche 5h-7h)
- 2015-2016 : La Nuit est à vous (du lundi au vendredi 23h-01h)
- 2016-2017 : État d'esprit (le dimanche 23h-00h)

## Publications
- Je suis enceinte, c'est grave docteur ? (co-auteur Roseline Bréham), Paris, Éditions Belfond, 1995, 207 p. (ISBN 2-7144-3247-6, BNF 35765421)
- Les p'tits bateaux, Paris, Pocket, 2001, 288 p. (ISBN 2-266-10586-8, BNF 43452751)
- Silence, ça pousse ! : Nos meilleurs trucs et astuces pour ne pas se planter (co-auteur Stéphane Marie), Paris, Éditions Mango, 2007, 63 p. (ISBN 978-2-84270-697-5, BNF 41115257)
- Les P'tits Bateaux : les plus grands spécialistes répondent aux questions étonnantes de vos enfants (co-auteure Marjorie Devoucoux), Paris, First Editions/France Inter, 2013, 304 p. (ISBN 978-2-75405-026-5, BNF 43452751)
- Tête en l'air et pieds sur terre (co-auteur Roseline Bréham), Paris, Éditions Salamandre, 2024, 128 p. (ISBN 978-2-88958-557-1)